# Dorstenia setosa
Dorstenia setosa är en mullbärsväxtart som beskrevs av Stefano Moricand.
Dorstenia setosa ingår i släktet Dorstenia och familjen mullbärsväxter. Inga underarter finns listade i Catalogue of Life.